# Dodge 30-35
La 30-35 è un'autovettura prodotta dalla Dodge dal 1914 al 1916. Fu il primo modello realizzato dalla casa automobilistica statunitense. Venne presentato al pubblico il 14 novembre 1914.

## Storia

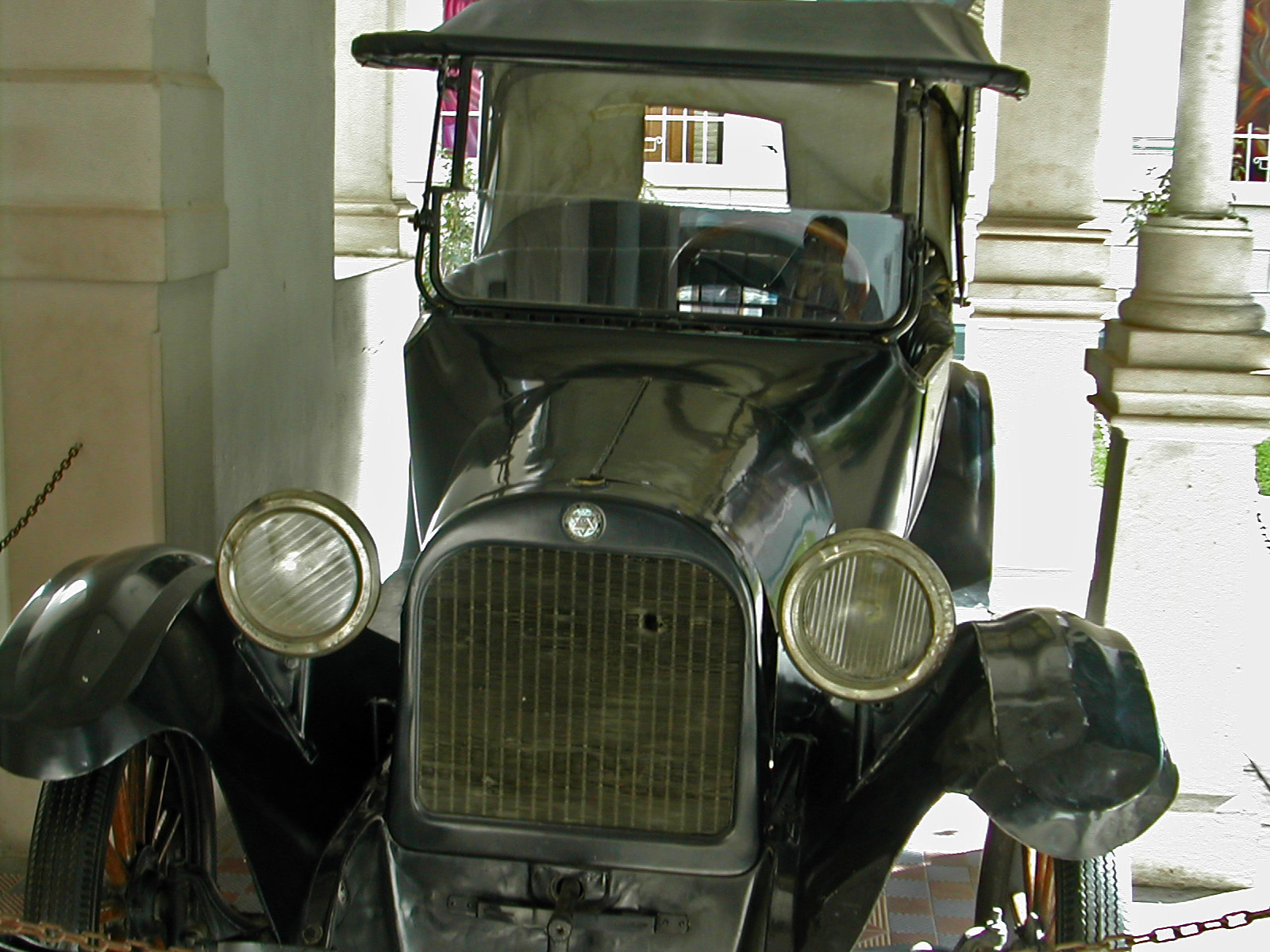
La Dodge 30-35 appartenuta a Pancho Villa

La Dodge 30-35 era dotata di un motore a valvole laterali e quattro cilindri in linea da 3.479 cm³ di cilindrata che erogava 35 CV di potenza. La potenza fiscale era di 30 CV. Dalla combinazione dei due tipi di potenza, derivò il nome della vettura. Il propulsore era anteriore, mentre la trazione era posteriore. Il cambio era a tre rapporti mentre la frizione era cono di cuoio. I freni erano meccanici e agivano sulle ruote posteriori.
Al debutto era offerta solo in versione torpedo quattro porte, mentre dal gennaio del 1915 fu disponibile anche la versione roadster due porte. In occasione del lancio di quest'ultima versione, il modello fu dotato di fanali elettrici.
La Dodge 30-35 fu sostituita dalla 30 dopo 116.400 esemplari prodotti. Tra essi, ci furono 150 modelli forniti all'US Army. Un esemplare di Dodge 30-35 fu posseduto da Pancho Villa.